# Diplazon flavifrons
Diplazon flavifrons är en stekelart som beskrevs av Dasch 1964. Diplazon flavifrons ingår i släktet Diplazon och familjen brokparasitsteklar. Inga underarter finns listade i Catalogue of Life.